# はしだのりひこ
はしだ のりひこ（本名：端田 宣彦〈読み同じ〉、1945年1月7日 - 2017年12月2日）は、日本のシンガーソングライター、フォークシンガー。身長163cm。愛称はのりちゃん。長男は、元長野大学准教授の、故端田篤人、娘は舞台女優の端田新菜。
京都府京都市生まれ。4人兄弟の長男。同志社高等学校を経て、同志社大学神学部に進学。8年と2年の休学で10年在籍し、退学。

## 活動
高校2年の文化祭でギターを始める。1964年にドゥーディ・ランブラーズの一員としてデビューした後、加藤和彦に請われて1968年にザ・フォーク・クルセダーズの一員として参加する。フォーク・クルセダーズは結成1年後、大学卒業を機に解散。その後、「はしだのりひことシューベルツ」や「はしだのりひことクライマックス」「はしだのりひことエンドレス」「はしだのりひことヒポパタマス」のリーダーを務め、ソロに転向。

### ドゥーディ・ランブラーズ
同志社大学の学生であった藤原洪太、田平義昭、端田宣彦らによって1964年に結成された。1967年6月5日にクラウンレコードから「真っ赤なリボンとおさげのあの娘／戦いは一度でいい」を発表。「戦いは一度でいい」は歌詞が全編英語で作られている。

### ザ・フォーク・クルセダーズ
- 「何のために」は、レコード未発表のはしだのオリジナル曲に、北山が新たな歌詞をつけたもの。
- フォーク・クルセダーズの代表曲「帰って来たヨッパライ」は、はしだの加入以前に制作された曲であるため参加していないが、ステージでは彼の持ち歌となっていた。

### はしだのりひことシューベルツ
- はしだのりひことシューベルツを参照。

### はしだのりひことマーガレッツ
- 小学生三姉妹を従えたマーガレッツを結成し、中津川フォークジャンボリーで童謡の「グッドバイ」を演奏。テレビにも出演したが、レコードの発表には至っていない。2ヶ月だけ活動。

### はしだのりひことクライマックス
- メンバーははしだのりひこ、藤沢ミエ、中嶋陽二、坂庭省悟。
- 1971年に「花嫁」が大ヒットし、この年の第22回NHK紅白歌合戦にも出演。他に2枚目のシングル「ふたりだけの旅」がスマッシュ・ヒット。3枚目「この胸に」、4枚目「沈黙」がリリースされた。
- スタジオ録音アルバムは製作途中で頓挫し、ライブアルバムが1枚残されただけであった。
- また、シングルリリースを予定していた「戦争は知らない」や、LP用の「嫁ぐ日」などが、録音されながらも、現在まで30年以上も公式に音盤化されずに、幻となっている。制作途上で解散したことや坂庭の死去もあり公式発表はまず不可能に近い。

### はしだのりひことエンドレス
- メンバーは、はしだのりひこ、林竹洋子、和泉常寛、北村謙（病気のため途中脱退）。千田雄一や、水城英明が在籍した時期も有り。
- 「嫁ぐ日」が水平ヒットとなる。テレビ番組『凡児の娘をよろしく』（関西テレビ制作・フジテレビ系列）のテーマ曲として長く愛された。
- 「はしだのりひことシューベルツ」「はしだのりひことクライマックス」はメンバー四人のグループ名であり、シューベルツ、クライマックスのみでもメンバー全員のことを指した。エンドレスは、はしだのりひこ以外のメンバーがエンドレスであることが明言されているが、エンドレス単体での活動は行っていない。
- エンドレスは、「嫁ぐ日／霜の音」の他にシングル「時は魔法使い／海はきらいさ」「初恋物語／青春は涙の旅」「ひとり／明日の色は」、LP『はしだのりひことエンドレスVol1』をリリースするが、大ヒット曲のないまま、解散を迎えた。
- カゴメトマトケチャップのCMソング「赤いキッス」（作詞・阿久悠、作曲・小林亜星）を歌っている。
- リードヴォーカルを務めた林竹洋子は解散後、広島県・山口県を拠点としてソロ歌手・ローカルタレントとして活動し、現在は柏村武昭夫人である。柏村と林竹はRCCラジオの『サテライトNo.1』で共演していた。
  - 『サテライトNo.1』の企画で制作された林竹のソロシングル「青春ジェネレーション」（作詞・石川良）／B面「生きているのに」（作詞・永六輔）では両曲の作曲をはしだのりひこ、編曲を和泉常寛が務めた（発売：東芝EMI）。

### その後
ソロ活動を開始後、フォークルファミリーとは長らく没交渉に近かったが、2001年にドリーミュージックから出したミニアルバムのライナーノーツには北山修が寄稿している。
並行して妻の看病に専念したとされる時期もあったことから「主夫」としての活動が話題になったこともあり、その方面での法人団体にも関与した。主夫としての体験記を雑誌に連載し、これが後に『おとうさんゴハンまーだ』という本にまとめられ、『風のあるぺじお』の題で映画化された。
2017年4月23日、KBS京都開局65周年企画「京都フォーク・デイズ ライブ～きたやまおさむ～と京都フォークの世界」にゲスト出演、約10年ぶりに表舞台に車椅子姿で現れ、10年ほど前からパーキンソン病を患っていたことを公表した。このKBS京都のライブの後に京都市内の病院に入院したため、これが公の場に姿を見せた最後の場となった。
2017年5月から白血病も患っており、12月2日午前1時16分、パーキンソン病のため死去。72歳没。
12月6日に行われた告別式には、参列者約600人が集まり、杉田二郎の音頭の元、ヒット曲「風」を大合唱した。

## ディスコグラフィ

### グループ
※　はしだのりひことシューベルツは、はしだのりひことシューベルツ#ディスコグラフィーを参照。

#### シングル
| 発売日                         | 面                             | タイトル                       | 作詞                           | 作曲                           | 編曲                           | 規格品番                       |
| はしだのりひことクライマックス | はしだのりひことクライマックス | はしだのりひことクライマックス | はしだのりひことクライマックス | はしだのりひことクライマックス | はしだのりひことクライマックス | はしだのりひことクライマックス |
| ------------------------------ | ------------------------------ | ------------------------------ | ------------------------------ | ------------------------------ | ------------------------------ | ------------------------------ |
| 1971年1月10日                  | A                              | 花嫁                           | 北山修                         | 端田宣彦 坂庭省悟              | 青木望                         | EP-1274                        |
| 1971年1月10日                  | B                              | この道                         | 北山修                         | 端田宣彦                       | 青木望                         | EP-1274                        |
| 1971年5月25日                  | A                              | ふたりだけの旅                 | 北山修                         | 端田宣彦                       | 青木望                         | ETP-2451                       |
| 1971年5月25日                  | B                              | 青空をつかまえよう             | 北山修                         | 中嶋陽二                       | 青木望                         | ETP-2451                       |
| 1971年9月25日                  | A                              | この胸に                       | 安井かずみ                     | 端田宣彦 中嶋陽二              | 青木望                         | ETP-2556                       |
| 1971年9月25日                  | B                              | 忘れられないの                 | 北山修                         | 中嶋陽二                       | 青木望                         | ETP-2556                       |
| 1972年1月10日                  | A                              | 沈黙                           | 端田省洋                       | 端田宣彦                       | 青木望                         | ETP-2611                       |
| 1972年1月10日                  | B                              | 愛のポエム                     | ドン・パック 落合恵子          | 中嶋陽二                       | 青木望                         | ETP-2611                       |
| はしだのりひことエンドレス     |                                |                                |                                |                                |                                |                                |
| 1972年10月25日                 | A                              | 時は魔法使い（結婚讃歌）       | 織本瑞子 補：阿久悠            | 端田宣彦                       |                                | ETP-2745                       |
| 1972年10月25日                 | B                              | 海はきらいさ                   | 北山修                         | 端田宣彦                       |                                | ETP-2745                       |
| 1973年3月10日                  | A                              | 嫁ぐ日                         | 端田宣彦                       | 端田宣彦                       | 瀬尾一三                       | ETP-2805                       |
| 1973年3月10日                  | B                              | 霜の音                         | 和泉常寛                       | 和泉常寛                       | エンドレス                     | ETP-2805                       |
| 1973年10月25日                 | A                              | 初恋物語                       | 松本隆                         | 端田宣彦                       | 瀬尾一三                       | ETP-2926                       |
| 1973年10月25日                 | B                              | 青春は涙の旅                   | 端田宣彦                       | 端田宣彦                       | 瀬尾一三                       | ETP-2926                       |
| 1974年6月5日                   | A                              | ひとり                         | 岩谷時子                       | 端田宣彦                       | 宮本光雄                       | ETP-20015                      |
| 1974年6月5日                   | B                              | 明日の色は                     | 端田宣彦                       | 端田宣彦                       | エンドレス                     | ETP-20015                      |

#### アルバム
| 発売日                         | アルバム | レーベル                       | 規格                           | 規格品番                       | 備考                                          |
| はしだのりひことクライマックス | はしだのりひことクライマックス | はしだのりひことクライマックス | はしだのりひことクライマックス | はしだのりひことクライマックス | はしだのりひことクライマックス                |
| ------------------------------ | --- | ------------------------------ | ------------------------------ | ------------------------------ | --------------------------------------------- |
| 1971年                         | はしだのりひことクライマックス 結成コンサート実況盤 ※ 1970年12月13日神田共立講堂。 A面 1. 帰って来たヨッパライ～祇園小唄 2. 御挨拶の儀 3. コットン・フィールズ 4. あなただけに 5. この道 6. 花嫁 B面 1. デイドゥリーム・ビリーバー 2. マンダム～男の世界 3. 忘れられないの 4. お父帰れや 5. 砂にまみれて 6. みんな風が悪いのさ              | 東芝EMI                        | LP                             | ETP-8107                       |                                               |
| 2003年9月29日                  | はしだのりひことクライマックス 結成コンサート実況盤 ※ 1970年12月13日神田共立講堂。 A面 1. 帰って来たヨッパライ～祇園小唄 2. 御挨拶の儀 3. コットン・フィールズ 4. あなただけに 5. この道 6. 花嫁 B面 1. デイドゥリーム・ビリーバー 2. マンダム～男の世界 3. 忘れられないの 4. お父帰れや 5. 砂にまみれて 6. みんな風が悪いのさ              | 東芝EMI                        | CD                             | TOCT-25204                     | 紙ジャケット仕様、2003年版24bitリマスター版。 |
| 2005年3月30日                  | はしだのりひことクライマックス 結成コンサート実況盤 ※ 1970年12月13日神田共立講堂。 A面 1. 帰って来たヨッパライ～祇園小唄 2. 御挨拶の儀 3. コットン・フィールズ 4. あなただけに 5. この道 6. 花嫁 B面 1. デイドゥリーム・ビリーバー 2. マンダム～男の世界 3. 忘れられないの 4. お父帰れや 5. 砂にまみれて 6. みんな風が悪いのさ              | 東芝EMI                        | CD                             | TOCT-16008                     |                                               |
| 2016年11月30日                 | はしだのりひことクライマックス 結成コンサート実況盤 ※ 1970年12月13日神田共立講堂。 A面 1. 帰って来たヨッパライ～祇園小唄 2. 御挨拶の儀 3. コットン・フィールズ 4. あなただけに 5. この道 6. 花嫁 B面 1. デイドゥリーム・ビリーバー 2. マンダム～男の世界 3. 忘れられないの 4. お父帰れや 5. 砂にまみれて 6. みんな風が悪いのさ              | ユニバーサルミュージック       | CD                             | UPCY-7202                      | ボーナストラック8曲入り。                     |
| はしだのりひことエンドレス     | |                                |                                |                                |                                               |
| 1973年5月5日                   | はしだのりひことエンドレスVol.1 ※ プロデュース：瀬尾一三 A面 1. 嫁ぐ日 2. 空を歩く僕 3. 母をたずねて三千里 4. 時は魔法使い 5. いつものとおり 6. 星と虹と B面 1. 渚のひとりぽっち 2. 霜の音 3. 喜びの世界 4. 生きているのに 5. Ending Theme ボーナス・トラック 1. 時は魔法使い(結婚讃歌) 2. 初恋物語 3. 青春は涙の旅 4. ひとり 5. 明日の色は | 東芝EMI                        | LP                             | ETP-8250                       |                                               |
| 1995年4月19日                  | はしだのりひことエンドレスVol.1 ※ プロデュース：瀬尾一三 A面 1. 嫁ぐ日 2. 空を歩く僕 3. 母をたずねて三千里 4. 時は魔法使い 5. いつものとおり 6. 星と虹と B面 1. 渚のひとりぽっち 2. 霜の音 3. 喜びの世界 4. 生きているのに 5. Ending Theme ボーナス・トラック 1. 時は魔法使い(結婚讃歌) 2. 初恋物語 3. 青春は涙の旅 4. ひとり 5. 明日の色は | 東芝EMI                        | CD                             | TOCT-8851                      |                                               |
| 2006年9月29日                  | はしだのりひことエンドレスVol.1 ※ プロデュース：瀬尾一三 A面 1. 嫁ぐ日 2. 空を歩く僕 3. 母をたずねて三千里 4. 時は魔法使い 5. いつものとおり 6. 星と虹と B面 1. 渚のひとりぽっち 2. 霜の音 3. 喜びの世界 4. 生きているのに 5. Ending Theme ボーナス・トラック 1. 時は魔法使い(結婚讃歌) 2. 初恋物語 3. 青春は涙の旅 4. ひとり 5. 明日の色は | 東芝EMI                        | CD                             | TOCT-26118                     | 紙ジャケット仕様。                            |
| 2016年11月30日                 | はしだのりひことエンドレスVol.1 ※ プロデュース：瀬尾一三 A面 1. 嫁ぐ日 2. 空を歩く僕 3. 母をたずねて三千里 4. 時は魔法使い 5. いつものとおり 6. 星と虹と B面 1. 渚のひとりぽっち 2. 霜の音 3. 喜びの世界 4. 生きているのに 5. Ending Theme ボーナス・トラック 1. 時は魔法使い(結婚讃歌) 2. 初恋物語 3. 青春は涙の旅 4. ひとり 5. 明日の色は | ユニバーサルミュージック       | CD                             | UPCY-7203                      | ボーナストラック5曲入り。                     |

### ソロ

#### シングル
| 発売日         | 面      | タイトル           | 作詞                                 | 作曲           | 編曲           | 規格    | 規格品番   |
| 東芝EMI        | 東芝EMI | 東芝EMI            | 東芝EMI                              | 東芝EMI        | 東芝EMI        | 東芝EMI | 東芝EMI    |
| -------------- | ------- | ------------------ | ------------------------------------ | -------------- | -------------- | ------- | ---------- |
| 1974年10月5日  | A       | 祇園の鳥居         | 端田宣彦                             | 端田宣彦       |                | EP      | ETP-20059  |
| 1974年10月5日  | B       | かもめ             | 端田宣彦                             | 端田宣彦       |                | EP      | ETP-20059  |
| 1976年8月20日  | A       | 町の灯             | 端田宣彦                             | 端田宣彦       | ボブ佐久間     | EP      | ETP-10048  |
| 1976年8月20日  | B       | 父さん             | 端田宣彦                             | 端田宣彦       | ボブ佐久間     | EP      | ETP-10048  |
| 1977年9月20日  | A       | 若い旅人           | 山川啓介                             | 端田宣彦       |                | EP      | ETP-10308  |
| 1977年9月20日  | B       | 西風バス           |                                      |                |                | EP      | ETP-10308  |
| 1977年11月20日 | A       | 目は軍艦           |                                      |                |                | EP      | ETP-10340  |
| 1977年11月20日 | B       | 風に聞け           |                                      |                |                | EP      | ETP-10340  |
| 1979年7月5日   | A       | 嫁っこは、いねえか | ささきよしのり                       | ささきよしのり | 小山内たけとも | EP      | ETP-10596  |
| 1979年7月5日   | B       | 風に聞け           | 三上寛                               | はしだのりひこ | いしだかつのり | EP      | ETP-10596  |
| 1978年11月5日  | A       | へんてこりんロック | 保富康午                             | はしだのりひこ | 石田かつのり   | EP      | ETP-10509  |
| 1978年11月5日  | B       | 星がみつめてる     | 保富康午                             | はしだのりひこ | 石田かつのり   | EP      | ETP-10509  |
| 1979年5月10日  | A       | 風の行方           | 池田平男 端田省洋 補）はしだのりひこ | はしだのりひこ |                | EP      | ETP-       |
| 1979年5月10日  | B       | たとえば光         | 三上寛                               | はしだのりひこ |                | EP      | ETP-       |
| ヴァム         |         |                    |                                      |                |                |         |            |
| 1989年4月7日   | 1       | 夢を探して         |                                      |                |                | 8cmCD   | H00W-30101 |
| 1989年4月7日   | 2       | 風（新録音）       | 北山修                               | 端田宣彦       |                | 8cmCD   | H00W-30101 |

#### アルバム
| 発売日         | アルバム | レーベル                  | 規格 | 規格品番       |
| -------------- | --- | ------------------------- | ---- | -------------- |
| 1976年9月5日   | たとえば光 ※ 編曲：ボブ佐久間 A面 1. 淋しさの定期貯金（4:16） 2. 一枚の写真（4:34） 3. 町の灯（5:30） 4. 雪の日（3:24） 5. 君の街の夕焼けは赤いか（4:46） B面 1. 父さん（4:35） 2. 生まれてそして -春まだ遠く-（4:56） 3. 雨（3:16） 4. 熱い海（3:26） 5. たとえば光（4:14） | 東芝EMI                   | LP   | ETP-72197      |
| 2016年11月30日 | たとえば光 ※ 編曲：ボブ佐久間 A面 1. 淋しさの定期貯金（4:16） 2. 一枚の写真（4:34） 3. 町の灯（5:30） 4. 雪の日（3:24） 5. 君の街の夕焼けは赤いか（4:46） B面 1. 父さん（4:35） 2. 生まれてそして -春まだ遠く-（4:56） 3. 雨（3:16） 4. 熱い海（3:26） 5. たとえば光（4:14） | ユニバーサルミュージック  | CD   | UPCY-7204      |
| 1990年6月7日   | BIG ARTIST Best COLLECTION はしだのりひこ 1. 風 2. さすらい人の子守唄 3. 一人ぼっちの旅 4. あなただけに 5. 戦争はしらない 6. 白い鳥にのって 7. 雨上りをひとりで 8. 朝陽のまえに 9. 花嫁 10. ふたりだけの旅 11. ピンクの戦車 12. 何もいわずに 13. 夢の女 14. 海はきらいさ 15. さよなら 16. この道 | 東芝EMI                   | CD   | TOCT-8840      |
| 2013年7月10日  | BIG ARTIST Best COLLECTION はしだのりひこ 1. 風 2. さすらい人の子守唄 3. 一人ぼっちの旅 4. あなただけに 5. 戦争はしらない 6. 白い鳥にのって 7. 雨上りをひとりで 8. 朝陽のまえに 9. 花嫁 10. ふたりだけの旅 11. ピンクの戦車 12. 何もいわずに 13. 夢の女 14. 海はきらいさ 15. さよなら 16. この道 | EMIミュージック・ジャパン | 配信 | AAC-LC 320kbps |
| 2002年10月9日  | メモリアル 1. 風（3:34） 2. 花嫁（2:55） 3. 時は魔法使い（結婚讃歌）（2:49） 4. 何のために（3:12） 5. さすらいの子守唄（3:15） 6. 海はきらいさ（2:50） 7. さよなら（4:13） 8. 北緯15度（西の空に沈む太陽）（3:35） 9. 一人ぼっちの旅（3:40） 10. この道（3:09） 11. ふたりだけの旅（2:49） 12. 嫁ぐ日（3:00） 13. 生きているのに（4:05） 14. 明日の色は（3:59） 15. 祇園の鳥居（3:37） 16. 町の灯（5:29） 17. 雨（3:16） 18. たとえば光（4:17） 19. 風の行方（4:11） | ユニバーサルミュージック  | CD   | TOCT-10789     |
| 2003年1月22日  | 風 1. 風 2. 学校の見える丘 3. 風の行方 4. さすらい人の子守唄 5. 夢を探して 6. たとえば 光 | ドリーミュージック        | CD   | MUCD-1066      |
| 2010年12月8日  | ゴールデンベスト 1. 風 2. さすらい人の子守歌 3. 朝陽のまえに 4. さよなら 5. 白い鳥にのって 6. 一人ぼっちの旅 7. 海はきらいさ 8. 戦争は知らない 9. 花嫁 10. この道 11. ふたりだけの旅 12. 沈黙 13. 時は魔法使い 14. 嫁ぐ日 15. ひとり 16. 星と虹と 17. 祇園の鳥居 18. たとえば光 19. 星がみつめてる 20. 風の行方 | EMIミュージック・ジャパン | CD   | TOCT-11262     |
| 2013年11月27日 | ゴールデンベスト 1. 風 2. さすらい人の子守歌 3. 朝陽のまえに 4. さよなら 5. 白い鳥にのって 6. 一人ぼっちの旅 7. 海はきらいさ 8. 戦争は知らない 9. 花嫁 10. この道 11. ふたりだけの旅 12. 沈黙 13. 時は魔法使い 14. 嫁ぐ日 15. ひとり 16. 星と虹と 17. 祇園の鳥居 18. たとえば光 19. 星がみつめてる 20. 風の行方 | ユニバーサルミュージック  | CD   | TYCN-60173     |
| 2018年12月5日  | ゴールデンベスト 1. 風 2. さすらい人の子守歌 3. 朝陽のまえに 4. さよなら 5. 白い鳥にのって 6. 一人ぼっちの旅 7. 海はきらいさ 8. 戦争は知らない 9. 花嫁 10. この道 11. ふたりだけの旅 12. 沈黙 13. 時は魔法使い 14. 嫁ぐ日 15. ひとり 16. 星と虹と 17. 祇園の鳥居 18. たとえば光 19. 星がみつめてる 20. 風の行方 | ユニバーサルミュージック  | CD   | TYCN-60173     |
| 2016年11月30日 | メモリアル New Edtion 1. 風（3:34） 2. 花嫁（2:55） 3. 時は魔法使い（結婚讃歌）（2:49） 4. 何のために（3:12） 5. 風の行方（4:14） 6. 祇園の鳥居（3:37） 7. かもめ（3:50） 8. 若い旅人（3:56） 9. 西風バス（3:53） 10. へんてこりんロック（3:23） 11. 星がみつめてる（3:57） 12. 嫁っこは、いねえか（3:01） 13. 風に聞け（3:13） 14. 真赤なリボンとおさげのあの娘（3:04） 15. 戦いは一度でいい（2:28） 16. メドレー（4:12） - 帰って来たヨッパライ - 悲しくてやりきれない - 青年は荒野をめざす - 戦争は知らない - 水虫の唄 - コブのない駱駝 17. メドレー（2:53） - 花嫁 - さすらい人の子守唄 - 風 18. 目は軍艦（2:39） 19. 風（オリジナル・カラオケ）（3:33） 20. さすらい人の子守唄（オリジナル・カラオケ）（3:18） 21. 花嫁（オリジナル・カラオケ）（2:55） | ユニバーサルミュージック  | CD   | UPCY-7205      |

## 著書
- 『おとうさんゴハンまーだ』（教育史料出版会,1986年）ISBN 4876520151
- 『親父たたかう：息子よ、語り合いたいこの時を』（文化出版局,1991年）ISBN 4579303334
- 『自然とおしゃべり：はしだのりひこアウトドア対談』（つむぎ出版,1994年）ISBN 4876681007

などのエッセイがある。

## 出演

### テレビ
- 顔で笑って 第25話「新婚旅行は歩いて行くわよッ」(1974年、TBS / 大映テレビ）
- おはようワイド・土曜の朝に（初期の司会）
- ふしぎ犬トントン（第6話ゲスト）
- 熱中時代・刑事編 第12話「熱中チーム九回逆転」（1979年、日本テレビ） - 内藤
- 必殺シリーズ（松竹 / ABC）
  - 必殺仕舞人 第6話「花笠音頭は地獄で踊れ -山形-」（1981年） - 彦市
  - 新・必殺仕事人 第30話「主水御用納めする」（1981年） - 耳次
- 時間ですよ2（第11話ゲスト）
- 夜明けの刑事（第2話「キャロル知らない奴はおくれてる」ゲスト）
- 銀河テレビ小説「がんばったンねん」
- お笑い頭の体操

### その他のテレビ
- ママとあそぼう!ピンポンパン（1976年12月31日、フジテレビ） - 『1976 ピンポンパン紅白歌合戦』の審査員。松島トモ子と共に出演[11]。

### NHK紅白歌合戦出場歴
はしだのりひことクライマックスとして出場
| 年度/放送回               | 回 | 曲目 | 出演順 | 対戦相手   |
| ------------------------- | -- | ---- | ------ | ---------- |
| 1971年（昭和46年）/第22回 | 初 | 花嫁 | 08/25  | 小柳ルミ子 |

注意点
- 出演順は「出演順/出場者数」で表す。

### CM
- サントリー「サントリーレッド エクストラ」（高品格、五十嵐めぐみと共演）
- ハウス食品「本中華」（坪内ミキ子と共演）

### 演じた俳優
- 江藤潤：映画『風のあるぺじお』（原作：お父さんゴハンまーだ）